# اوندا
اوندا به (انگلیسی:Unda) یک فیلم اکشن، کمدی به زبان مالایالم محصول هند در سال ۲۰۱۹ می‌باشد.

## بازیگران
- مموتی
- رینجیت
- شاین تام چاکو
- آرجون اشوکان
- باگوان تیواری
- اومکار داس مانیکپوری
- جیکوب گریگری